# UCI World Tour 2023
L'UCI World Tour 2023 fou la tretzena edició de l'UCI World Tour, la màxima categoria del ciclisme professional masculí. S'han disputat un total de 35 curses, vint d'un dia (1.WT) i quinze per etapes (2.WT), repartides entre Austràlia, Àsia, Amèrica i Europa. La temporada començà a Austràlia amb el Tour Down Under i acabà a la Xina amb el Tour de Guangxi.

## Equips
Pel 2023 els equips de categoria UCI WorldTeam foren 18. En relació amb els equips participants durant l'anterior temporada hi hagué la incorporació de dos nous equips, l'Alpecin-Deceuninck (Bèlgica) i Arkéa-Samsic (França). Aquests dos equips s'incorporaren a la màxima categoria durant un mínim de tres temporades, després de tenir en compte els resultats obtinguts entre el 2020 i el 2022 per tots els equips. Per contra, els equips Lotto-Soudal (Bèlgica) i Israel-Premier Tech (Israel) perden la seva plaça al World Tour, però reben una invitació per a totes les curses de l'UCI World Tour durant el 2023.
| Codi | Equip                    | Propietari de la llicència       | País                | Grup       | Bicicletes  | Rodes             | Creació |
| ---- | ------------------------ | -------------------------------- | ------------------- | ---------- | ----------- | ----------------- | ------- |
| ACT  | AG2R Citroën Team        | EUSRL France Cyclisme            | França              | Campagnolo | BMC         | Campagnolo        | 1992    |
| ADC  | Alpecin-Deceuninck       | Team Ciclismo Mundial            | Bèlgica             | Shimano    | Canyon      | Shimano           | 2009    |
| AST  | Astana Qazaqstan Team    | Olympus Sarl                     | Kazakhstan          | Shimano    | Wilier      | Corima            | 2007    |
| TBV  | Bahrain Victorious       | Bahrain World Tour Cycling Team  | Bahrain             | Shimano    | Merida      | Vision            | 2017    |
| BOH  | Bora-Hansgrohe           | Ralph Denk pro cycling GmbH      | Alemanya            | Shimano    | Specialized | Roval             | 2010    |
| COF  | Cofidis                  | Cofidis Compétition EUSRL        | França              | Shimano    | Look        | Corima            | 1996    |
| EFE  | EF Education-EasyPost    | Slipstream Sports LLC            | Estats Units        | Shimano    | Cannondale  | Vision            | 2005    |
| GFC  | Groupama-FDJ             | Société de Gestion de L'Echappée | França              | Shimano    | Lapierre    | Shimano           | 1997    |
| IGD  | Ineos Grenadiers         | Tour Racing Limited              | Regne Unit          | Shimano    | Pinarello   | Shimano           | 2010    |
| ICW  | Intermarché-Circus-Wanty | Want You Cycling                 | Bèlgica             | Shimano    | Cube        | Fulcrum           | 2008    |
| TJV  | Jumbo-Visma              | Team Oranje Road BV              | Països Baixos       | Shimano    | Cervélo     | Shimano           | 1984    |
| MOV  | Movistar Team            | Abarca Sports S.L.               | Espanya             | SRAM       | Canyon      | Zipp              | 1980    |
| SOQ  | Soudal Quick-Step        | Decolef Lux Sarl                 | Bèlgica             | Shimano    | Specialized | Roval             | 2003    |
| ARK  | Team Arkéa-Samsic        | Pro Cycling Breizh               | França              | Shimano    | Bianchi     | Shimano           | 2005    |
| DSM  | Team DSM                 | SMS Cycling B.V.                 | Països Baixos       | Shimano    | Scott       | Shimano           | 2005    |
| JAY  | Team Jayco AlUla         | GreenEdge Cycling                | Austràlia           | Shimano    | Giant       | Shimano et Vision | 2012    |
| TFS  | Trek-Segafredo           | Trek Factory Racing              | Estats Units        | SRAM       | Trek        | Bontrager         | 2011    |
| UAD  | UAE Team Emirates        | CGS Cycling Team AG              | Emirats Àrabs Units | Campagnolo | Colnago     | Campagnolo        | 1990    |

## Calendari i resultats
| Núm. | Data                      | Cursa                             | País                   | Cat | Vencedor                 | Segon                    | Tercer              |
| ---- | ------------------------- | --------------------------------- | ---------------------- | --- | ------------------------ | ------------------------ | ------------------- |
| 1    | 17-22 de gener            | Tour Down Under                   | Austràlia              | 4   | Jay Vine                 | Simon Yates              | Pello Bilbao        |
| 2    | 29 de gener               | Cadel Evans Great Ocean Road Race | Austràlia              | 6   | Marius Mayrhofer         | Hugo Page                | Simon Clarke        |
| 3    | 20-26 de febrer           | UAE Tour                          | Emirats Àrabs Units    | 6   | Remco Evenepoel          | Luke Plapp               | Adam Yates          |
| 4    | 25 de febrer              | Omloop Het Nieuwsblad             | Bèlgica                | 5   | Dylan van Baarle         | Arnaud De Lie            | Christophe Laporte  |
| 5    | 4 de març                 | Strade Bianche                    | Itàlia                 | 5   | Tom Pidcock              | Valentin Madouas         | Tiesj Benoot        |
| 6    | 5-12 de març              | París-Niça                        | França                 | 4   | Tadej Pogačar            | David Gaudu              | Jonas Vingegaard    |
| 7    | 6-12 de març              | Tirrena-Adriàtica                 | Itàlia                 | 4   | Primož Roglič            | João Almeida             | Tao Geoghegan Hart  |
| 8    | 18 de març                | Milà-Sanremo                      | Itàlia                 | 3   | Mathieu van der Poel     | Filippo Ganna            | Wout van Aert       |
| 9    | 20-26 de març             | Volta a Catalunya                 | Espanya                | 5   | Primož Roglič            | Remco Evenepoel          | João Almeida        |
| 10   | 22 de març                | Classic Bruges-De Panne           | Bèlgica                | 6   | Jasper Philipsen         | Olav Kooij               | Yves Lampaert       |
| 11   | 24 de març                | E3 Saxo Bank Classic              | Bèlgica                | 5   | Wout van Aert            | Mathieu van der Poel     | Tadej Pogačar       |
| 12   | 26 de març                | Gant-Wevelgem                     | Bèlgica                | 4   | Christophe Laporte       | Wout van Aert            | Sep Vanmarcke       |
| 13   | 29 de març                | A través de Flandes               | Bèlgica                | 6   | Christophe Laporte       | Oier Lazkano             | Neilson Powless     |
| 14   | 2 d'abril                 | Tour de Flandes                   | Bèlgica                | 3   | Tadej Pogačar            | Mathieu van der Poel     | Mads Pedersen       |
| 15   | 3-8 d'abril               | Volta al País Basc                | País Basc              | 5   | Jonas Vingegaard         | Mikel Landa              | Ion Izagirre        |
| 16   | 9 d'abril                 | París-Roubaix                     | França                 | 3   | Mathieu van der Poel     | Jasper Philipsen         | Wout van Aert       |
| 17   | 16 d'abril                | Amstel Gold Race                  | Països Baixos          | 4   | Tadej Pogačar            | Ben Healy                | Tom Pidcock         |
| 18   | 19 d'abril                | Fletxa Valona                     | Bèlgica                | 5   | Tadej Pogačar            | Mattias Skjelmose Jensen | Mikel Landa         |
| 19   | 23 d'abril                | Lieja-Bastogne-Lieja              | Bèlgica                | 3   | Remco Evenepoel          | Tom Pidcock              | Santiago Buitrago   |
| 20   | 25-30 d'abril             | Tour de Romandia                  | Suïssa                 | 4   | Adam Yates               | Matteo Jorgenson         | Damiano Caruso      |
| 21   | 1 de maig                 | Eschborn-Frankfurt                | Alemanya               | 6   | Søren Kragh Andersen     | Patrick Konrad           | Alessandro Fedeli   |
| 22   | 6-28 de maig              | Giro d'Itàlia                     | Itàlia                 | 2   | Primož Roglič            | Geraint Thomas           | João Almeida        |
| 23   | 4-11 de juny              | Critèrium del Dauphiné            | França                 | 4   | Jonas Vingegaard         | Adam Yates               | Ben O'Connor        |
| 24   | 11-18 de juny             | Volta a Suïssa                    | Suïssa                 | 4   | Mattias Skjelmose Jensen | Juan Ayuso               | Remco Evenepoel     |
| 25   | 1-23 de juliol            | Tour de França                    | França                 | 1   | Jonas Vingegaard         | Tadej Pogačar            | Adam Yates          |
| 26   | 29 de juliol              | Clàssica de Sant Sebastià         | País Basc              | 5   | Remco Evenepoel          | Peio Bilbao              | Aleksandr Vlàssov   |
| 27   | 29 de juliol-4 d'agost    | Volta a Polònia                   | Polònia                | 5   | Matej Mohorič            | João Almeida             | Michał Kwiatkowski  |
| 28   | 20 d'agost                | Bemer Cyclassics                  | Alemanya               | 5   | Mads Pedersen            | Danny van Poppel         | Elia Viviani        |
| 29   | 23-29 d'agost             | Tour del Benelux                  | Bèlgica/ Països Baixos | 5   | Tim Wellens              | Florian Vermeersch       | Yves Lampaert       |
| 30   | 18 d'agost-10 de setembre | Volta a Espanya                   | Espanya                | 2   | Sepp Kuss                | Jonas Vingegaard         | Primož Roglič       |
| 31   | 3 de setembre             | Bretagne Classic                  | França                 | 4   | Valentin Madouas         | Mathieu Burgaudeau       | Felix Großschartner |
| 32   | 8 de setembre             | Gran Premi Ciclista de Quebec     | Canadà                 | 4   | Arnaud De Lie            | Corbin Strong            | Michael Matthews    |
| 33   | 10 de setembre            | Gran Premi Ciclista de Mont-real  | Canadà                 | 4   | Adam Yates               | Pavel Sivakov            | Alex Aranburu       |
| 34   | 7 d'octubre               | Volta a Llombardia                | Itàlia                 | 3   | Tadej Pogačar            | Andrea Bagioli           | Primož Roglič       |
| 35   | 12-17 d'octubre           | Tour de Guangxi                   | R.P. de la Xina        | 6   | Milan Vader              | Rémy Rochas              | Ethan Hayter        |